# Jonchée (rituel)
Pour l’article homonyme, voir Jonchée (fromage).
Une jonchée est constituée de joncs (ce qui donne l'étymologie du mot), de fleurs, de feuilles, de branchages, d'herbes, disposés sur le sol sur le trajet d'une procession religieuse, à l'entrée d'une église, etc., à l'occasion de fêtes ou de grandes cérémonies. 
Par extension, le terme de jonchée (et le verbe associé, joncher) désigne des objets de toute nature étalés sur le sol et sur le passage de quelqu'un. Il désigne également la coutume dans les châteaux de couvrir le sol des salles d'une épaisseur de joncs coupés (ou d'autres herbages) à une époque où le tapis de sol était encore sinon ignoré, du moins trop coûteux même pour la plupart des gens riches.

## Rituel de cérémonie
À l'occasion des fêtes religieuses et des processions, la jonchée était généralement réalisée spontanément par les fidèles.
Dans certaines régions, la jonchée était réalisée à l'occasion d'un mariage et elle se faisait entre les maisons des futurs époux (en Gascogne, par les donzelons, garçons d'honneur), et de là vers l'église. On en trouve l'évocation dans le Cant nobiau (« Chant nuptial ») du poète Pey de Garros (1567) :
Tornatz gojatas de bon'hora
Qui la juncada vatz culhi
Portatz pleas descas
De verduras phrescas (…)

(Revenez de bonne heure, jouvencelles qui allez cueillir la jonchée, portez de pleins paniers de verdures fraîches)

## Sanction sociale
La jonchée est aussi une pratique utilisée à des fins malveillantes, pour dénoncer des relations adultères entre deux personnes non mariées : parodie de la jonchée nuptiale « officielle », cette jonchée se faisait la nuit, entre les domiciles respectifs des personnes concernées, et les instigateurs avaient alors soin de ne pas se montrer. « La jonchée nuptiale était remplacée par une jonchée de haricots et de plumes entre les maisons de deux personnes ayant des relations hors mariage, ou encore lorsque des divorcés ou des veufs se remariaient ». Cette pratique, qui n'est pas attestée en Gascogne avant la Révolution, tend à se substituer au charivari, qui lui était bruyant et collectif, souvent dégénérant en conflits incessants et réprimé par les autorités. Au contraire, la jonchée assure l'anonymat de ses instigateurs, tout en exprimant la réprobation de la communauté. Elle n'en revêt pas moins des formes très élaborées. Si souvent elle est identique à la jonchée officielle, de branchages et de fleurs, elle se permet plus de variations. En Béarn, elle se fait avec des branchages, des fleurs, du foin, de la paille, des haricots… À Nay, on la fait avec des vieilles chaussures. Vers Salies-de-Béarn, elle fut même plus durablement faite de ciment et de plâtre. À plusieurs reprises les relations entre un prêtre et une femme furent ainsi matérialisées et stigmatisées. Dans les Hautes-Pyrénées, la coutume est sensiblement la même : herbes diverses entremêlées de ronces ; très souvent la jonchée consiste en haricots ou plumes semées sur le trajet parcouru.